# (16518) Akihikoito
(16518) Akihikoito est un astéroïde de la ceinture principale.

## Description
(16518) Akihikoito est un astéroïde de la ceinture principale. Il fut découvert le 16 novembre 1990 à Okutama par Tsutomu Hioki et Shuji Hayakawa. Il présente une orbite caractérisée par un demi-grand axe de 2,25 UA, une excentricité de 0,14 et une inclinaison de 4,5° par rapport à l'écliptique.

## Compléments